# NGC 2806
NGC 2806 — галактика в созвездии Рака. В «Пересмотренном новом общем каталоге» NGC 2806 считается именно галактикой, другое обозначение которой — PGC 26212. Однако исходно в «Новый общий каталог» под таким обозначением попала звезда, которую в 1862 году наблюдал Генрих Луи д'Арре, на что чётко указывает описание при открытии и координаты.
Этот объект входит в число перечисленных в оригинальной редакции «Нового общего каталога».